# 프랑수아 올랑드
프랑수아 제라르 조르주 니콜라 올랑드(프랑스어: François Gérard Georges Nicolas Hollande, IPA: [fʁɑ̃swa ɔlɑ̃d], 문화어: 프랑쑤아 올랑드, 1954년 8월 12일 ~ )는 프랑스의 정치인이다. 프랑스 사회당의 제1서기(1997년 ~ 2008년)였다. 2012년 프랑스 대통령 선거 4월 22일 1차 투표 결과 1위로 결선에 진출했으며, 5월 6일 2차 투표에서 니콜라 사르코지에게 승리하여 제24대 프랑스 대통령에 당선되어 프랑수아 미테랑 이후 17년 만에 정권 교체를 이룩했다.

## 생애
루앙에서 이비인후과 의사의 아들로 태어났다. 그의 아버지는 루앙 시의회 선거에서 국민 전선의 후보로 출마한 적이 있다. 어머니는 생활 환경 조사원으로 로마 가톨릭교회 교도로 정치적 성향은 기독교 좌파였으며, 2008년 칸 시의회 선거에 사회당 후보로 출마하기도 하였다.
어린 시절을 가톨릭 기숙학교에서 보냈다. 1968년에는 파리 근교의 부유한 도시인 뇌이쉬르센으로 가족 모두가 이사하여 네이유 쉬르 센느 파스퇴르 고등학교 졸업하고, 법을 공부하러 팡테옹 아사스 대학교에 입학했다. 법학 학위 취득 후, 그랑제콜인 파리경영대학(야슈으쎄 파리, HEC Paris), 파리정치대학(시앙스포, Sciences Po), 국립행정학교(에나, ENA)도 그 뒤에 졸업했다.
1988년부터 1991년까지 모교인 파리정치대학(시앙스포, Sciences Po)에서 경제학 교수로 강의를 했다.

### 동거
세골렌 루아얄과 결혼이 아닌 동거로 4명의 자녀를 두었다. 큰아들인 토마(1984 ~ )는 변호사, 둘째 클레망스(1986 ~ )는 의사, 줄리앙(1987 ~ )은 영화인, 막내 플로라(1992 ~ )는 심리학자이다. 2007년 국회의원 선거의 2차 투표 중에 세골렌 루아얄과의 결별을 발표했다.
2010년 정치부 전문 기자인 발레리 트리에르바일레르와의 연인 관계를 선언했으나, 2014년 1월 25일 <아에프페>(AFP) 통신에 전화를 걸어서 실제로 결별을 발표를 했으며, 현재까지는 미혼이다.

### 정치인으로서의 삶
1979년 사회당에 입당했다.
250만명이 참여한 국민경선을 통해 사회당 대통령 후보로 선출되었고, 2012년 5월 6일에 51.67% 투표율로 프랑스 공화국의 24대 대통령으로 선출되었다.

### 지지율 4% 대통령
2012년 프랑스 대통령 선거에서 올랑드는 당시 레임덕에 빠져있던 현역 대통령 니콜라 사르코지를 근소한 표차로 누르고 대통령에 당선되었다. 사회당 출신 대통령이 탄생한것은 프랑수아 미테랑이후 처음 있는 일이었으며, 따라서 그는 프랑스 사회당 지지층의 전폭적인 지지를 받았다. 하지만 시간이 흐르고 올랑드가 노동자가 아닌 중산층 및 기업을 우선시하는 정책들을 발표했으며, 사회적 복지를 줄이는 법안도 통과시키면서 지지율이 연일 하락했다. 2015년부터 프랑스 각지에서 ISIL에 의한 테러가 일어나자 그는 난민 정책적인 문제에서도 비판받았다. 사생활적으로도 올랑드가 오토바이를 타고 자신의 여자친구와 불륜을 했다는 것이 밝혀져 큰 논란이 되었다. 결국 프랑스 사회당과 올랑드의 지지율은 20% 이하로 떨어졌고, 극우파 마린 르펜의 지지율이 1위를 기록했다. 심지어 레임덕이 극에 달했던 2016년에는 올랑드의 지지율이 4%까지 추락하기도 하였다. 결국 그는 차기 대선에서 사회당 소속으로 출마하지 않겠다고 밝혔다. 그러나 올랑드의 지지율의 영향으로 인해 사회당 후보였던 브누아 아몽은 2017년 프랑스 대통령 선거에서 5위를 기록하였고, 기존 사회당 지지층은 모두 중도성향의 전진!이나 비주류인 불복하는 프랑스로 빠져나가는 현상이 일어났다. 현재 사회당의 선거 부진의 책임이 상당수 올랑드에 있다는 평가가 나오기도 한다.

## 역대 선거 결과
| 선거명      | 직책명                      | 대수 | 정당   | 1차 득표율 | 1차 득표수   | 2차 득표율 | 2차 득표수   | 결과         | 당락                    |
| ----------- | --------------------------- | ---- | ------ | ---------- | ------------ | ---------- | ------------ | ------------ | ----------------------- |
| 1981년 선거 | 하원의원 (코레즈 제3선거구) | 7대  | 사회당 | 26.40%     | 10,679표     |            |              | 2위          | 낙선                    |
| 1988년 선거 | 하원의원 (코레즈 제1선거구) | 9대  | 사회당 | 28.90%     | 14,786표     | 53.91%     | 28,793표     | 1위          | 코레즈 주 하원의원 당선 |
| 1993년 선거 | 하원의원 (코레즈 제1선거구) | 10대 | 사회당 | 26.06%     | 12,835표     | 46.70%     | 23,663표     | 2위          | 낙선                    |
| 1997년 선거 | 하원의원 (코레즈 제1선거구) | 11대 | 사회당 | 35.40%     | 16,639표     | 54.52%     | 27,472표     | 1위          | 코레즈 주 하원의원 당선 |
| 1999년 선거 | 유럽의원 (프랑스 선거구)    | 5대  | 사회당 | 21.95%     | 3,874,231표  |            |              | 비례대표 1번 | 프랑스 유럽의원 당선    |
| 2001년 선거 | 튈 시장                     | 39대 | 사회당 | 53.10%     | -표          |            |              | 1위          | 튈 시장 당선            |
| 2002년 선거 | 하원의원 (코레즈 제1선거구) | 12대 | 사회당 | 39.51%     | 19,684표     | 52.92%     | 26,659표     | 1위          | 코레즈 주 하원의원 당선 |
| 2007년 선거 | 하원의원 (코레즈 제1선거구) | 13대 | 사회당 | 44.38%     | 20,879표     | 60.30%     | 28,494표     | 1위          | 코레즈 주 하원의원 당선 |
| 2012년 선거 | 대통령                      | 23대 | 사회당 | 28.63%     | 10,273,582표 | 51.63%     | 18,004,656표 | 1위          |                         |
| 2024년 선거 | 하원의원 (코레즈 제1선거구) | 17대 | 사회당 | 37.63%     | 24,720표     | 43.10%     | 28,751표     | 1위          | 코레즈 주 하원의원 당선 |